# Линдегор, Андерс
А́ндерс Розенкра́нц Линдего́р (дат. Anders Rosenkrantz Lindegaard, датское произношение: [ˈɑnɐs ˈle̝nəˌkɒˀ]; род. 13 апреля 1984[…], Оденсе) — датский футболист, выступавший на позиции вратаря.

## Клубная карьера

### «Оденсе»
Линдегор начал свою карьеру в датской Суперлиге, выступая за команду «Оденсе». Его дебют в Суперлиге состоялся 19 ноября 2006 года, когда его клуб добился победы 3-1 над клубом «Силькеборг».

### «Манчестер Юнайтед»
В начале ноября 2010 года в прессе появились данные об интересе к Линдегору со стороны английского клуба «Манчестер Юнайтед». Бывший вратарь «Юнайтед» Петер Шмейхель заявил по этому поводу, что Линдегор ещё не готов регулярно выступать в английской Премьер-лиге.
27 ноября 2010 года Линдегор подписал контракт с «Манчестер Юнайтед» сроком на 3,5 года; стоимость его трансфера не разглашалась. В декабре он тренировался с командой, а официально игроком «Юнайтед» Андерс стал после открытия зимнего трансферного окна 1 января 2011 года.
29 января 2011 года Линдегор дебютировал за «Манчестер Юнайтед» в матче четвёртого раунда Кубка Англии против «Саутгемптона». Матч завершился победой «Юнайтед» со счётом 2:1. 19 февраля Линдегор сыграл свой второй матч в Кубке Англии, на этот раз против «Кроули Таун»; встреча завершилась со счётом 1:0 в пользу «Манчестер Юнайтед».

#### Сезон 2011/12
Первой игрой Андерса в этом сезоне был выездной матч в Лиге чемпионов против португальской «Бенфики», игра завершилась со счетом 1:1. Далее последовали 6 сухих матчей: в Премьер-лиге против «Норвича» — 2:0, выездной матч Лиги чемпионов против румынского «Оцелула» — 2:0, игры против «Сандерленда» и «Астон Виллы» завершились победой с минимальным счётом 1:0, потом две игры с разгромным счётом — 5:0 против «Фулхэма» и «Уигана». Но затем последовало третье поражение команды в сезоне, «Ньюкасл» забил три безответных мяча. Дальше был трудный матч в Кубке Англии против соседей «Манчестер Сити», нужно было как-то поквитаться за разгром дома со счётом — 1:6, что «МЮ» удалось, пусть и с большим трудом, не без помощи Андерса, который множество раз выручал команду, «Юнайтед» победили со счётом 3:2. Домашний матч 21-го тура против «Болтона» Линдегор отстояв всухую, игра закончилась со счётом 3:0. 22 января отыграл весь матч 22 тура против «Арсенала» в Лондоне, который завершился победой «Юнайтед» — 2:1.

### «Престон Норт Энд»
В 2016 году вратарь из «Вест Бромвич Альбиона» перешёл в английский клуб «Престон Норт Энд» на правах аренды до конца сезона. 2 июля 2016 года Линдегор, став свободным агентом, заключил годичный контракт с «Престон Норт Энд».

## Карьера в сборной
Линдегор выступал за сборную Дании до 19 лет, до 20 лет и за основную команду. 13 октября 2002 года он дебютировал за юношескую сборную Дании в матче против юношеской сборной Швейцарии, который завершился победой датчан 1:0. Дебютный матч за основную сборную Дании он сыграл 7 сентября 2010 года в игре отборочного цикла к чемпионату Европы 2012 года против сборной Исландии. Дания победила со счётом 1:0.

## Достижения
«Манчестер Юнайтед»
- Чемпион Премьер-лиги: 2012/2013
- Обладатель Суперкубка Англии (2): 2011, 2013

## Статистика

### Выступления за клубы
| Клуб              | Сезон            | Лига | Лига | Кубок | Кубок | Кубок лиги | Кубок лиги | Еврокубки | Еврокубки | Прочие | Прочие | Итого | Итого |
| Клуб              | Сезон            | Игры | Голы | Игры  | Голы  | Игры       | Голы       | Игры      | Голы      | Игры   | Голы   | Игры  | Голы  |
| ----------------- | ---------------- | ---- | ---- | ----- | ----- | ---------- | ---------- | --------- | --------- | ------ | ------ | ----- | ----- |
| Оденсе            | 2006/07          | 1    | 0    | 0     | 0     | -          | -          | 0         | 0         | 0      | 0      | 1     | 0     |
| Оденсе            | 2007/08          | 1    | 0    | 0     | 0     | -          | -          | 0         | 0         | 0      | 0      | 1     | 0     |
| Оденсе            | 2008/09          | 0    | 0    | 0     | 0     | -          | -          | 0         | 0         | 0      | 0      | 0     | 0     |
| Оденсе            | 2009/10          | 4    | 0    | 0     | 0     | -          | -          | 2         | 0         | 0      | 0      | 6     | 0     |
| Оденсе            | Итого            | 6    | 0    | 0     | 0     | 0          | 0          | 2         | 0         | 0      | 0      | 8     | 0     |
| Коллинг           | 2008/09          | 10   | 0    | 0     | 0     | -          | -          | 0         | 0         | 0      | 0      | 10    | 0     |
| Коллинг           | Итого            | 10   | 0    | 0     | 0     | 0          | 0          | 0         | 0         | 0      | 0      | 10    | 0     |
| Олесунн           | 2009             | 26   | 0    | 3     | 0     | -          | -          | 0         | 0         | 0      | 0      | 29    | 0     |
| Олесунн           | 2010             | 30   | 0    | 1     | 0     | -          | -          | 2         | 0         | 1      | 0      | 34    | 0     |
| Олесунн           | Итого            | 56   | 0    | 4     | 0     | 0          | 0          | 2         | 0         | 1      | 0      | 63    | 0     |
| Манчестер Юнайтед | 2010/11          | 0    | 0    | 2     | −1    | 0          | 0          | 0         | 0         | 0      | 0      | 2     | −1    |
| Манчестер Юнайтед | 2011/12          | 8    | −4   | 1     | −2    | 0          | 0          | 2         | −1        | 0      | 0      | 11    | −7    |
| Манчестер Юнайтед | 2012/13          | 10   | −17  | 1     | -0    | 1          | −5         | 1         | −1        | 0      | 0      | 13    | −23   |
| Манчестер Юнайтед | 2013/14          | 1    | -0   | 1     | -2    | 1          | −0         | 0         | 0         | 0      | 0      | 3     | −2    |
| Манчестер Юнайтед | Итого            | 19   | −21  | 5     | −5    | 2          | −5         | 3         | −3        | 0      | 0      | 29    | −33   |
| Всего за карьеру  | Всего за карьеру | 91   | 0    | 9     | 0     | 2          | 0          | 7         | 0         | 1      | 0      | 110   | 0     |

Примечание: статистика по пропущенным мячам приведена только для «Манчестер Юнайтед»

### Матчи Линдегора за сборную Дании
| Матчи Линдегора за сборную Дании | Матчи Линдегора за сборную Дании | Матчи Линдегора за сборную Дании | Матчи Линдегора за сборную Дании | Матчи Линдегора за сборную Дании | Матчи Линдегора за сборную Дании |
| -------------------------------- | -------------------------------- | -------------------------------- | -------------------------------- | -------------------------------- | -------------------------------- |
| №                                | Дата                             | Соперник                         | Счёт                             | Пропущено голов                  | Соревнование                     |
| 1                                | 7 сентября 2010                  | Исландия                         | 1:0                              | —                                | Чемпионат Европы 2012 (отбор)    |
| 2                                | 8 октября 2010                   | Португалия                       | 1:3                              | 1                                | Чемпионат Европы 2012 (отбор)    |
| 3                                | 12 октября 2010                  | Кипр                             | 2:0                              | —                                | Чемпионат Европы 2012 (отбор)    |
| 4                                | 17 ноября 2010                   | Чехия                            | 0:0                              | —                                | Товарищеский матч                |
| 5                                | 15 ноября 2011                   | Финляндия                        | 2:1                              | 1                                | Товарищеский матч                |

Итого: 5 матчей / пропущено 2 гола; 3 победы, 1 ничья, 1 поражение.